# 2014年英國內閣改組

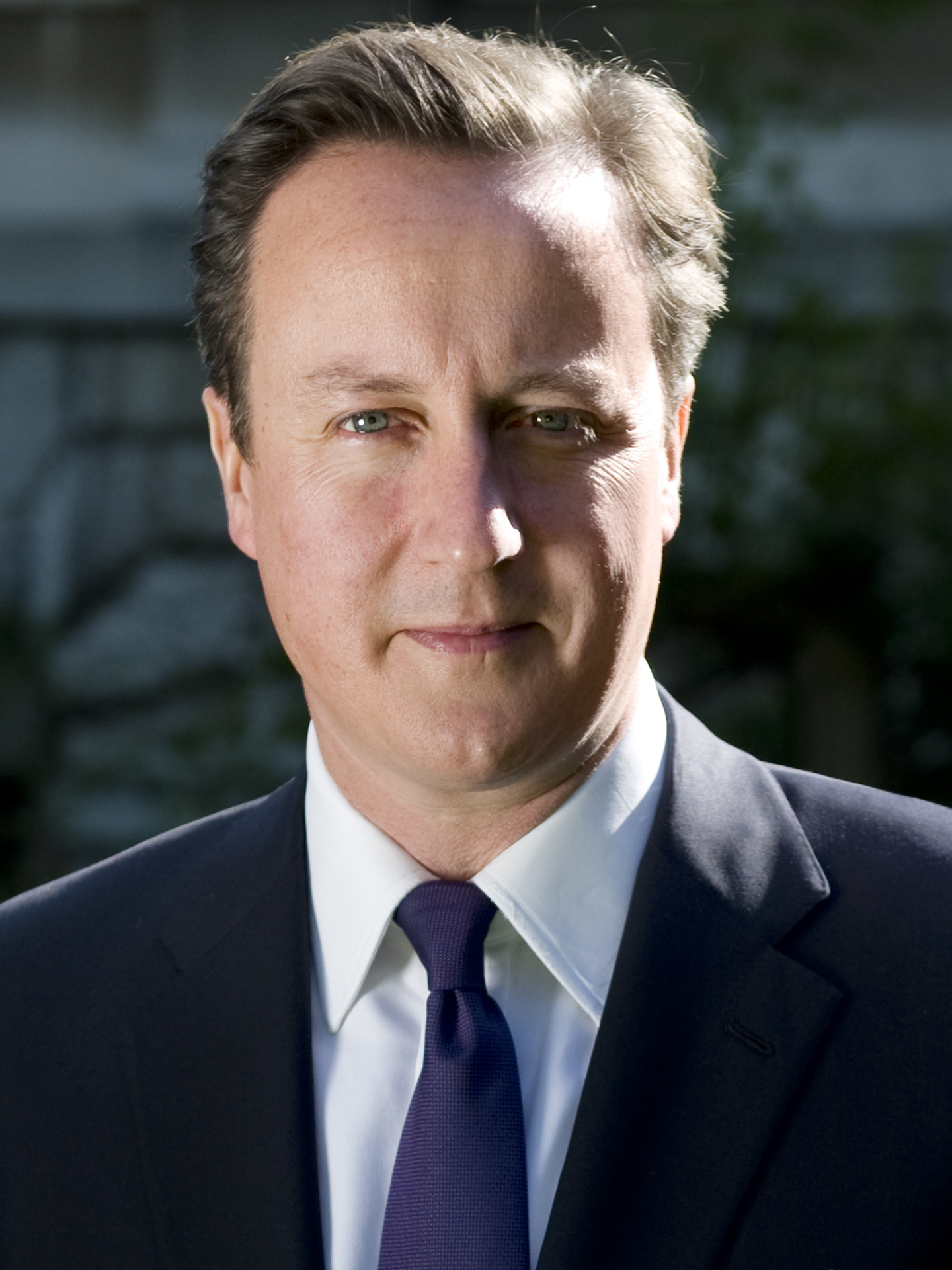
甘民樂

英國首相戴维·卡梅伦在2014年7月15日改組聯合內閣，意在加強保守黨的地位，為明年大選做好準備。惟礙於保守黨及自民黨聯合政府協議，甘民樂只可改組隸屬己黨的職位，其餘自民黨出任的職位不在其控制範圍。
鑑於甘民樂內閣大部分閣員在2010年上任後都未被換走，改組前亦只有一個高層人事變動，穩定程度屬歷屆之罕有，因此外界十分關注是次改組。改組期間亦任命了新任英方歐盟委員會專員，接替任期即將結束的艾嘉蓮。

## 人事變動
| 大臣 | 大臣                        | 改組前                              | 改組後                                                           |
| ---- | --------------------------- | ----------------------------------- | ---------------------------------------------------------------- |
|      | 夏文達 議員閣下             | 國防大臣                            | 升任外交及聯邦事務大臣                                           |
|      | 房應麟 議員閣下             | 商務企業及能源國務大臣              | 升任國防大臣                                                     |
|      | 奥利弗·莱特温 議員閣下      | 政府政策國務大臣                    | 兼任蘭開斯特公爵領地事務大臣                                     |
|      | 妮基·摩根 議員閣下          | 財政部金融事務秘書 婦女事務部長     | 升任教育大臣，婦女事務部長兼顧平等事務                           |
|      | 史蒂芬·克拉布 議員          | 威爾斯政務秘書長                    | 升任威爾斯事務大臣並獲任命為樞密院成員                           |
|      | 伊丽莎白·特拉斯 議員        | 教育及育兒政務秘書長                | 升任環境、食物及鄉郊事務大臣並獲任命為樞密院成員                 |
|      | 杰里米·赖特 議員            | 司法政務秘書長                      | 升任英格蘭及威爾斯檢察總長並獲任命為樞密院成員，及成為御用大律師 |
|      | 比斯頓的司徒慧兒女男爵 MBE  | 社區及地方政府政務秘書長            | 升任上議院領袖並獲任命為樞密院成員，但非內閣閣員                 |
|      | 艾斯特·麦克维 議員閣下      | 就業國務大臣                        | 獲准列席內閣                                                     |
|      | 高文浩 議員閣下             | 教育大臣                            | 轉任首席黨鞭                                                     |
|      | 俄福的許晉帆男爵 PC CBE     | 上議院領袖 蘭開斯特公爵領地事務大臣 | 獲任命為歐盟委員會專員                                           |
|      | 祁淦禮 議員閣下 QC          | 不管部國務大臣                      | 退休而離開政府並獲頒名譽勳位                                     |
|      | 薩吉德·賈偉德 議員閣下      | 文化傳媒及體育大臣 平等事務部長     | 留任文化大臣，妮基·摩根接任平等事務部長                          |
|      | 楊佐義 從男爵 議員閣下      | 首席黨鞭                            | 退休而離開政府；下屆大選放棄連任                                 |
|      | 多米尼克·格里夫 議員閣下 QC | 英格蘭及威爾斯檢察總長              | 被革職而離開政府                                                 |
|      | 大衛·瓊斯 議員閣下          | 威爾斯事務大臣                      | 被革職而離開政府                                                 |
|      | 安德鲁·兰斯利 議員閣下      | 下議院領袖 掌璽大臣                 | 被革職而離開政府；下屆大選放棄連任                               |
|      | 彭德森 議員閣下             | 環境、食物及鄉郊事務大臣            | 被革職而離開政府                                                 |

## 反應

### 提攜女性

《每日郵報》著名的「唐寧街貓步」圖輯

事前首相府已經放風指，內閣改組期間將會積極提攜女性，「多達十名」女性將加入內閣或初級政府。傳媒因而猜測男性大臣去向，亦代表男性後座議員更難升官，更有指「如果你是男性白人，那麼你沒有機會升官」。這些消息令甘民樂在開始改組前就招致朝野批評，保守黨的雅舒覺勳爵認為「決定接下來的大臣改組會是輿論而非能力」，工黨影子內政大臣顧綺慧批評這些任命是「臨急抱佛腳」，旨在明年春季大選前爭取女性選民支持。
首相在改組期間擢升伊丽莎白·特拉斯，接替彭德森出任環境大臣，更成為史上最年輕女性閣僚；妮基·摩根入閣出任教育大臣；而現任就業國務大臣艾斯特·麦克维和新任上議院領袖蒂娜·斯托厄爾則可列席內閣會議。最終內閣17名保守黨人中有5名女性，所有保守黨大臣中有四分一是女性。
《每日郵報》翌日以「蔚宜大腿閃亮、唐寧街貓步之戰」為題，頭版報導是次內閣改組。其中在第四和五頁，報章插圖寫道「蔚宜：唐寧街貓步女皇」，又大篇幅附上多名女性前赴首相府時的照片，包括麥蔚宜、卓慧思、莫麗琪、司徒慧兒，以及新上任的初級大臣彭妮·莫当特、安珀·路德、普丽蒂·帕特尔、安娜·苏布里和克莱尔·佩里。跨黨派的女政客紛紛出言批評或譴責報導的標題和圖片，保守黨的前威爾斯事務大臣謝麗爾·基蘭感到「震驚」，自民黨黨鞭珍妮·衛絡形容報導「駭人」，工黨議員安妮·麥桂批評報導等同美化「貝理雅寶貝」。不過事件的主角麥蔚宜未有正面回應報導，只是說「獲邀出任其中一個最重要職位而感到高興」。

### 司徒氏被拒入閣
司徒慧兒成為有記憶之中首位上議院領袖未能入閣後，旋即引起爭議。輿論普遍認為英揆是為了留位給夏偉林，惟他擔任的下議院領袖通常不是內閣閣員。工黨以至保守黨貴族都批評此舉，隸屬執政黨的霍司富勳爵直指，上議院領袖擁有閣僚職權是「重要」的。7月22日，甘民樂致函保守黨貴族協會主席佩咸市集的麥傑嘉勳爵，信中對司徒氏情況感到遺憾，提到上議院領袖「按慣例應為內閣閣員，但不幸地在此事上不可行」。上議院憲法委員會在後來的報告指出，「我國憲制核心在於大臣應從兩院制議會中被揀選，若任一院在內閣中不被代表，施政將舉步維艱。」
工黨議員亦批評，司徒慧兒的年薪因未能入閣而比上任少22,000英鎊。保守黨決定代政府支付餘下薪金，但又隨即引起利益衝突之嫌，認為會影響上議院領袖執行職務。司徒氏最終拒絕保守黨的建議。

### 彭德森遭到革職
環境大臣彭德森因應對夏季水災不力及呼籲捕殺獾，而引起廣泛批評，最終遭到革職。據報彭氏警告首相，逼他離開政府會是「一大錯誤」，而保守黨的郊野支持者可能會改投英國獨立黨；彭德森之後表示會繼續針對政府在多個範疇的施政。著名記者基斯托夫·博卡亦斥責甘民樂犯下任內最嚴重的錯誤，形容彭氏被革職是「侮辱郊野」。有指政府是在環保團體、可再生能源公司和環保主義公務員的壓力下，才決定革職。
內閣改組後數日，彭氏被發現經常陪同霍理林出入。曾任國防大臣的霍氏一度被認為有望回朝，但據報只獲提議出任外交部初級職位而感到「被羞辱」。甘民樂顧問擔心彭氏和霍氏將領導黨內反首相勢力，動搖他的地位。

### 高文浩實際降職
改組內閣前，保守黨首席競選策略師連頓·郝彼警告甘民樂，教育大臣高文浩會「毒害」選情。最終高氏被調任首席黨鞭，實際上等同降職。高氏妻子莎拉·范和特別顧問多米尼克·卡明斯都批評甘民樂向教育壓力團體「投降」。不過甘民樂讚揚高文浩「為國貢獻不凡」，解釋道「首席黨鞭是數一數二重要的政府職位」，強調「有能者居之」。甘相又指，新任黨鞭涉獵範圍將被過往更為廣泛，高文浩將在政府溝通戰略和保守黨競選兩方面，扮演重要角色。高氏亦拒絕形容調職屬降級，縱使因突然離任教育大臣而難受，但對「進入政府核心任職感到興奮」。

### 許晉帆駐任歐盟
不太知名的俄福的許晉帆男爵在今次改組中獲任命為英國的歐盟委員會專員，卻遭到國內和歐洲大陸的批評。改組前，外界相信歐盟專員一職會由前衛生大臣安德鲁·兰斯利、或前首席黨鞭安德魯·米切爾、或已退休的大學國務大臣韋力生、又或前保守黨黨魁迈克尔·霍华德接任。改組前一個月，許氏更認為此職位是「不情願的徵召」，對此「沒有、沒有、沒有」興趣。不單新上任的不情願，就連新任委員會主席让-克洛德·容克本來也希望是高知名度或女性出任專員，外界擔心英方或因而被忽視。
英國獨立黨黨魁奈杰尔·法拉奇嘲諷許晉帆「你是誰」，又批評他完全沒有能力重新談判。開放歐洲總監麥斯·皮申亦攻擊是次任命，擔心其他國家會派出皇牌到布魯塞爾，最終會令到英方擔任歐盟委員會關鍵職位，例如內部市場、競爭或貿易的機會更加渺茫。許晉帆的提名聽證會亦非一帆風順。欧洲议会的左翼議員認為他與倫敦市過於緊密，因而需要出席第二場聽證會，期間許氏被形容為「有魅力但內裡空洞」。他的提名最終獲通過，並留任至英國去留歐盟公投後。

### 被革職後獲晉爵
國際發展部阿蘭·鄧肯、外交部曉·羅拔臣和副律政司奧利弗·赫德被革職後獲甘民樂晉升為爵士，前兩者成為聖米迦勒及聖喬治勳章二等勳爵士，後者則為下級勳位爵士。工黨的柴萍恩批評，晉爵男性比起閣內女性還要多，且只有男校舊生受惠，就可見甘民樂變得多麼離地。至於作為現代史中任職閣僚時間最長之一的祁淦禮獲頒名譽勳位，外界大多不貶只褒，惟獨工黨的史提芬·彭批評「無意批評長期服務獎，但用勳位去止離職之痛就好比濫藥」。甘民樂回應時引用前蘇格蘭皇家銀行行政總裁費德·古溫為例，提及他雖形象敗壞卻仍在2004年獲托尼·布莱尔晉爵，譏諷工黨沒資格說教。